# Алакюля
Алакюля (ест. Alakülä) — село в Естонії, входить до складу волості Виру, повіту Вирумаа. До 2017 року входило до складу волості Симерпалу.
Теплий трактир, що розташований у селі, є пам'яткою культурної спадщини.

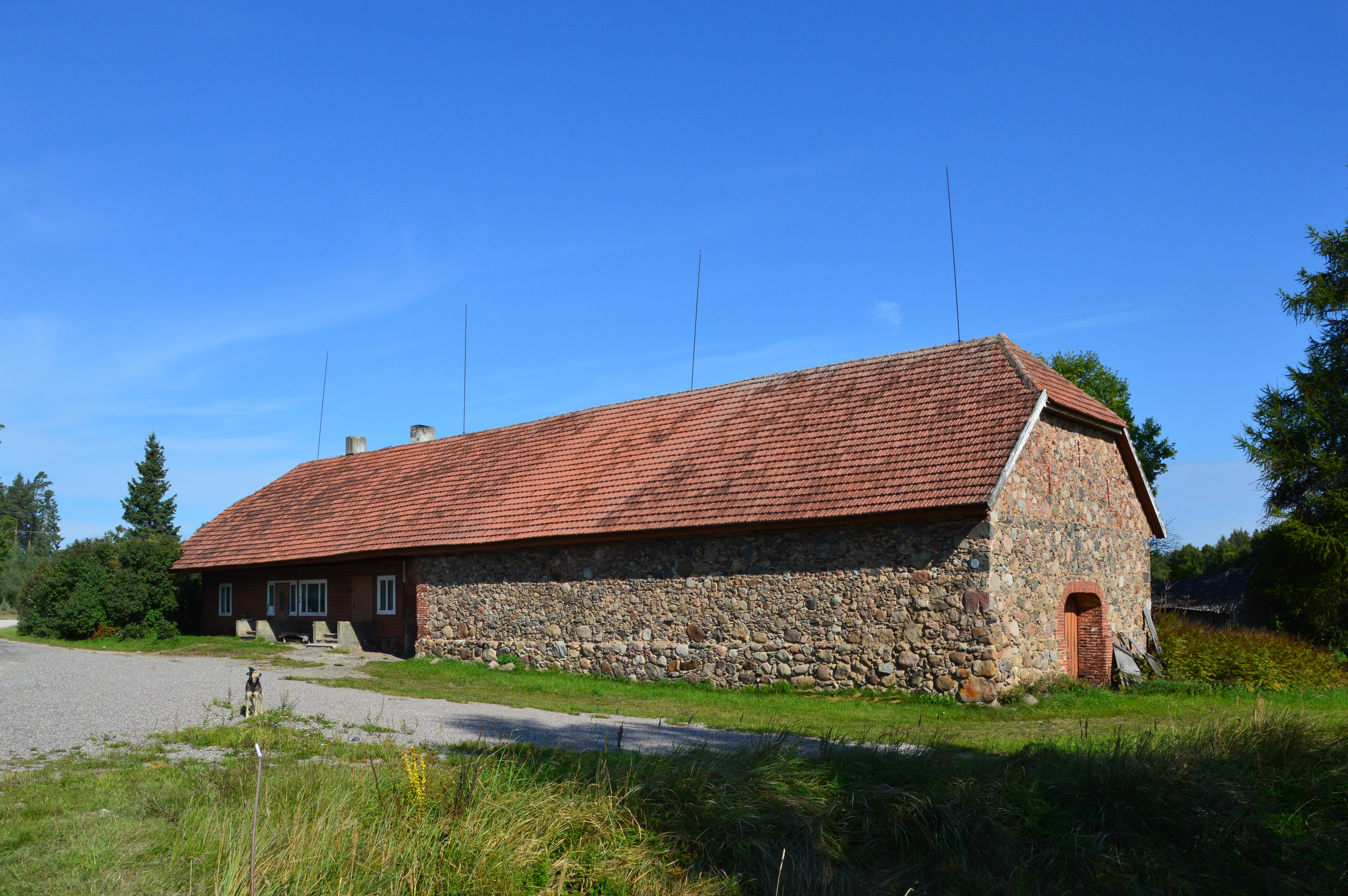
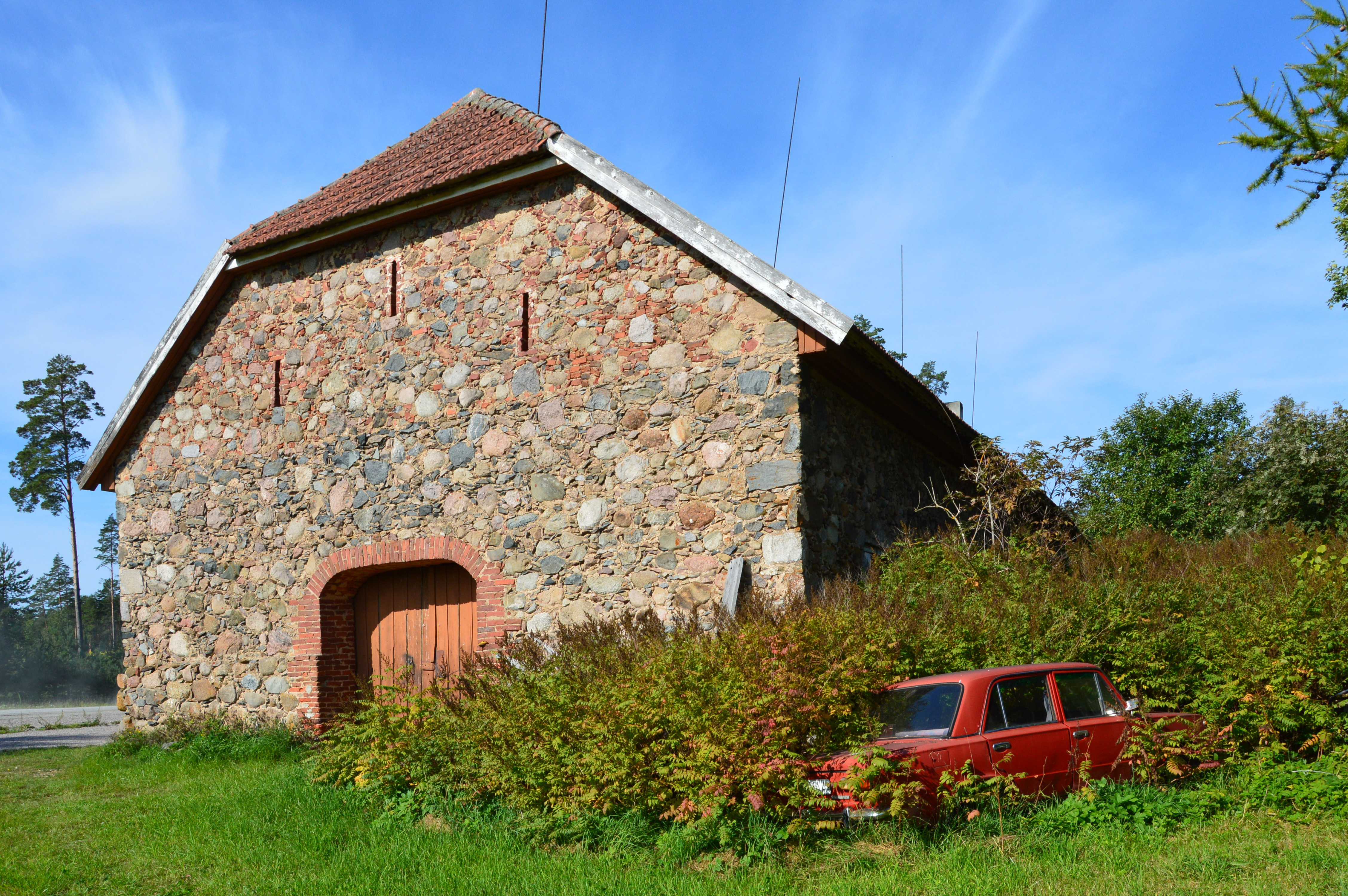
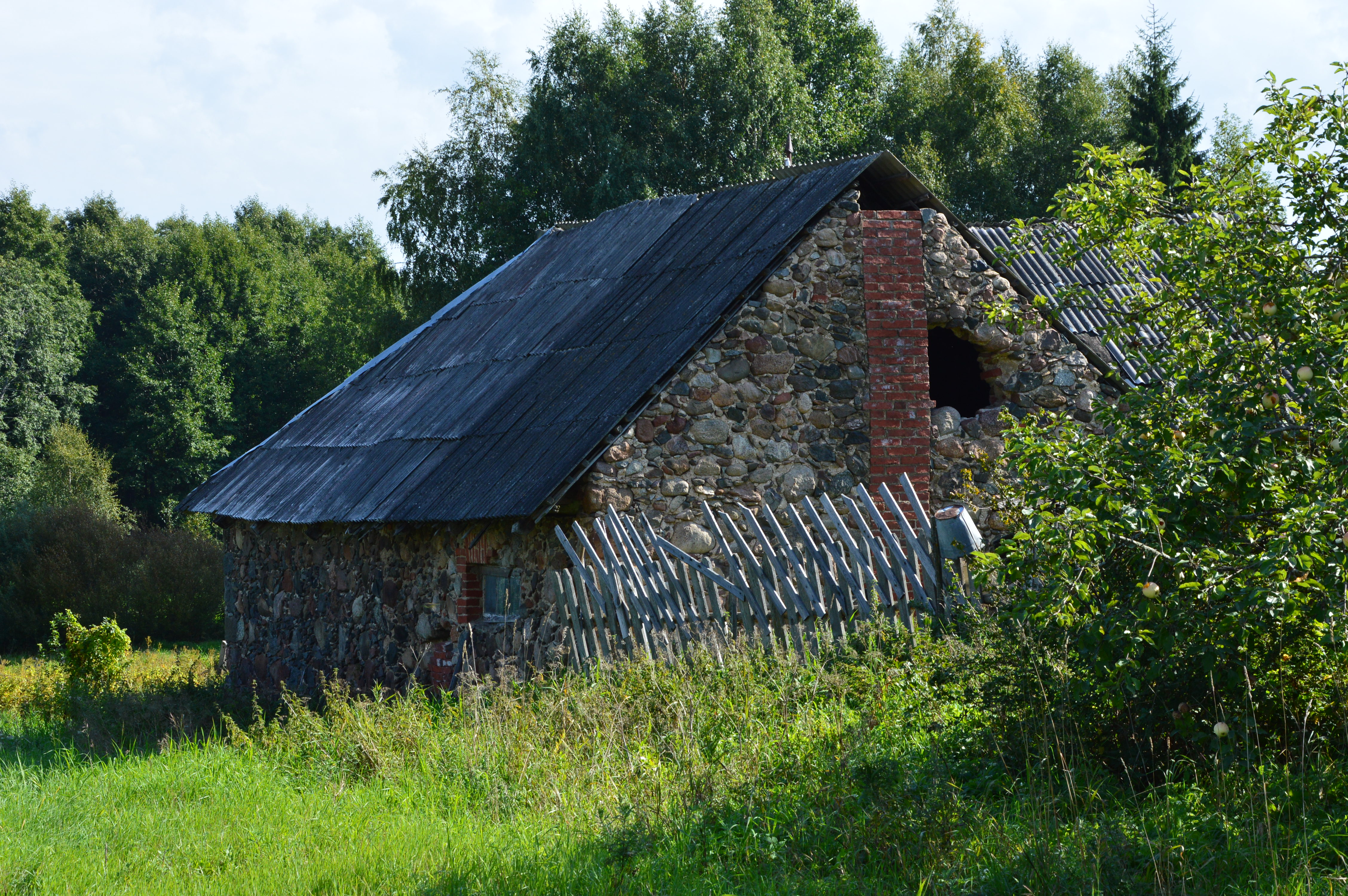